# Marija Asenina
Marija Asenina je bila bugarska carevna (princeza) i carica.
O njoj se zna veoma malo.
Bila je kći cara Ivana Asena II. i njegove treće žene Irene Komnene. Imala je sestru Anu Teodoru.
Njezin je muž bio Mico, koji je uzeo prezime Asen te mu je Marija rodila sina Ivana Asena III. i kćer Kiru Mariju Aseninu.